# Kebab Connection
Kebab Connection est une comédie allemande réalisée par Anno Saul et sortie en 2004.
Ce film est recommandé pour l'apprentissage de l'allemand. 
Souvent vu en classe de seconde, il retrace la vie d'Ibo, un jeune homme d'origine turque amoureux d'une Allemande, Tizti.
Il fait de la publicité pour le restaurant turc de son oncle et connaît un grand succès. Fan de Kung-fu, il veut en faire un film et cherche un producteur.
Tizti attend un enfant d'Ibo mais étant immature, ce film retrace tous les efforts qu'il va fournir afin de regagner la confiance de sa copine et de sa famille, et peut-être s'occuper de l'enfant.

## Distribution
- Emanuel Bettencourt : Sifu
- Numan Acar : Schwertkämpfer
- Simon Beaugrand : Le boulanger
- Nora Tschirner : Titzi
- Hasan Ali Mete : Onkel Ahmet
- Kida Khodr Ramadan : Özgür (as Kida Ramadan)
- Denis Moschitto : Ibo
- Paul Faßnacht : Filmproduzent
- Phillip José Steinfatt : Typ auf der Strasse / Boss Gangster
- Paula Paul : Nadine
- Badasar Colbiyik : Montana
- Cem Akin : Altan
- Hakan Orbeyi : Kerem
- Ernest Hausmann : Kiffer im Auto
- Carmen Rüter : Filmstudentin
- Ferhad Kara : Reporter
- Adnan Maral : Kirianis
- Tatjana Velimirov : Stella
- Nursel Köse : Hatice, Ibos Mutter
- Romina Fütterer : Ayla, Ibos Schwester
- Güven Kiraç : Mehmet, Ibos Vater
- Ramin Haskan : Klein Ibo
- Engin Akcelik : Alter Türke
- Pheline Roggan : Punkerin
- Adam Bousdoukos : Valid
- Fahri Yardim : Lefty (as Fahri Ögün Yardim)
- Artemio Tensuan : Bruce Lee
- Theresa Seo : Dang Hon Pan Li
- Marion Martienzen : Marion, Titzis Mutter
- Tarek Webe : Baby der Italienerin
- Sibel Kekilli : Italienerin
- Thai Minh Le : Gangster 2
- Hans Peter Figueroa : Gangster 3
- Jessica McIntyre : Kellnerin
- Christopher Wu : Kung Fu Kämpfer
- Charlotte Crome : Hechelkursleiterin
- Philipp Baltus : Jean-Claude, Nadines Freund
- Börries Hahn-Hoffmann : Gast beim Griechen
- Sebastiano Toma : Prüfer
- Barbara Focke : Prüferin
- Irshad Panjatan : Indischer Taxifahrer
- Sarah Diener : Krankenschwester Notaufnahme
- Hendrikje Schüßler : Hebamme
- Melanie Madsen : Krankenschwester 2
- Jacob Abraham Gnewuch : Titzis Baby
- Eleftherios Kokotos : Musiker Hochzeit
- Jacob Weigert : Kinobesucher (uncredited)